# Pink Elephant (Arcade Fire)
Pink Elephant è il settimo album in studio del gruppo indie rock canadese Arcade Fire, pubblicato il 9 maggio 2025 dalla Columbia Records.
I membri della band Win Butler e Régine Chassagne hanno annunciato l'album il 7 aprile. La band ha presentato in anteprima il nuovo materiale su un'app mobile chiamata Circle of Trust, e l'album è stato preceduto dai singoli Year of the Snake e Pink Elephant.
L'album ha ricevuto recensioni contrastanti dalla critica. Ha avuto anche un andamento commerciale inferiore alle aspettative, non riuscendo a entrare nella Billboard 200 negli Stati Uniti.

## Tracce
1. Open Your Heart or Die Trying – 3:12
2. Pink Elephant – 4:44
3. Year of the Snake – 5:10
4. Circle of Trust – 6:05
5. Alien Nation – 3:24
6. Beyond Salvation – 1:20
7. Ride or Die – 4:08
8. I Love Her Shadow – 5:29
9. She Cries Diamond Rain – 1:21
10. Stuck in My Head – 7:23